# فلور ایست
فلور ایست (به انگلیسی: Fleur East) (زاده ۲۹ اکتبر ۱۹۸۷) خواننده انگلیسی است.
او در سال ۲۰۱۴ و در فصل یازدهم ایکس فاکتور بریتانیا دوم شد.